# Indigofera tetraptera
Indigofera tetraptera är en ärtväxtart som beskrevs av Paul Hermann Wilhelm Taubert. Indigofera tetraptera ingår i släktet indigosläktet, och familjen ärtväxter. Inga underarter finns listade i Catalogue of Life.